# 대서양녹새치
대서양녹새치(영어: Atlantic blue marlin, 학명: Makaira nigricans 마카이라 니그리칸스[*])는 돛새치목 돛새치과의 한 종으로, 최대 200 cm, 250 kg 이상 자라는 것으로 알려져 있다.